# Христо Асърджиев
Христо Тодоров Асърджиев (27 февруари 1924 – 6 февруари 2003) е виден български журналист, дългогодишен редактор, автор и организатор на в. „Труд“ и синдикалния печат.

## Биография
Христо Асърджиев е роден в София. Завършва Първа мъжка гимназия през 1943 г. Служи като фелдфебел-школник в ШЗО (1943 – 1945), през 1964 г. се дипломира с пълно отличие в АОНСУ (Висша партийна школа при ЦК на БКП) 1961 – 1964 гг. Един от създателите на съвременния в. Труд (от 15.09.1946 г.), наред с Асен Бояджиев, Берта Калаора, Борис Николов и други. Работил е с изявени български журналисти като Кирил Янев, Коста Андреев, Владислав Панов, Тошо Тошев, Райна Вълчева. Кореспондент на вестника в Прага (1967 – 1970) и в Москва (1977 – 1982). По време на работата си в Москва пишеше за мистификацията на семейство Раменски. Отговорен секретар на в. Труд (1970 – 1986). Носител на престижни награди на Съюза на журналистите, ЦС на БПС и др. Специалист в областта на международните синдикални и профсъюзни отношения през 1970 – 1990-те години.